# Empoasca knudseni
Empoasca knudseni är en insektsart som beskrevs av Irena Dworakowska 1973. Empoasca knudseni ingår i släktet Empoasca och familjen dvärgstritar. Inga underarter finns listade i Catalogue of Life.